# Laura & Paola
Laura & Paola es un programa televisivo de música  de la cantante Laura Pausini y de la actriz Paola Cortellesi en la cadena de televisión italiana Rai 1 comenzó el 1 de abril de 2016 con una programación de tres shows, en directo en el Teatro 7 Studios de Roma en Via Tiburtina.

## El programa
El show se divide en varios temáticas que cuentan la vida de Laura Pausini y Paola Cortellesi. El espectáculo contó con las historias de la vida personal, incluyendo actuaciones musicales, monólogos y sketches cómicos, donde Laura y Paola tienen como invitados a grandes caras de la filmografía, la música y la televisión italiana e intarnacinal [3] In ogni puntata si intrecceranno storie di vita personale, tra performance musicali, monologhi e sketch comici, dove Laura e Paola saranno affiancate da grandi volti del cinema, della musica e della televisione.